# Caverne des Vents

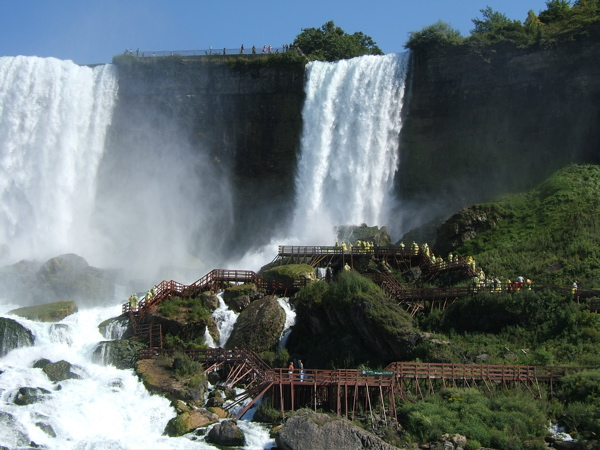
Caverne des Vents, chutes Niagara, New York, États-Unis.

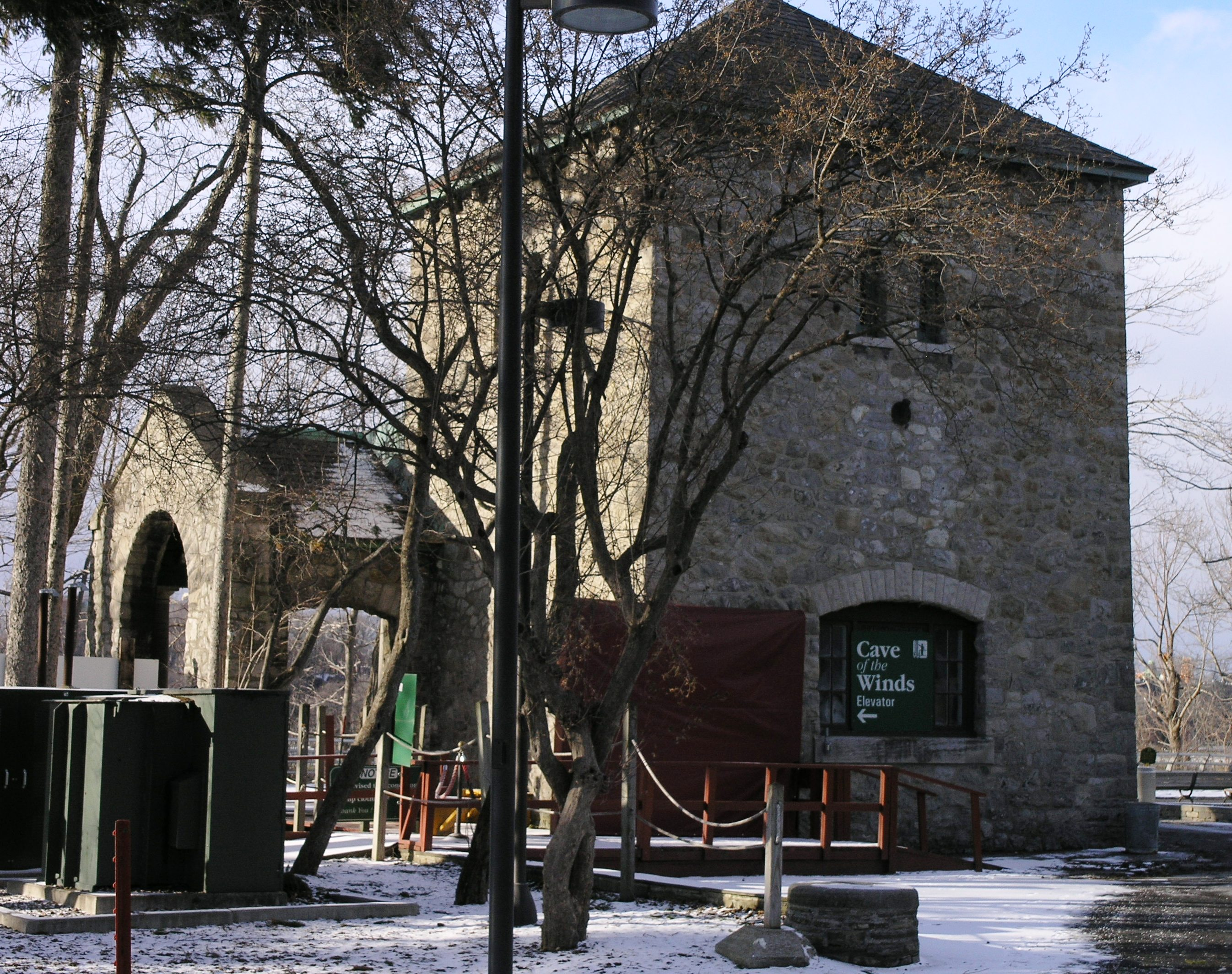
Ascenseur, Caverne des Vents.

La caverne des Vents est une série de sentiers qui courent à la base du « voile de la mariée » (« Bridal Veil Falls »), la plus petite des trois chutes du Niagara. 

L'ascenseur qui permet d'accéder à ces sentiers est situé sur Goat Island (île des Chèvres), sur le côté américain des Chutes Niagara. Le tour « caverne des vents » est une expérience dans laquelle il est possible de marcher à quelques mètres de l'eau en chute libre, sentir l'embrun et la puissance énorme du vent.